# Ahora (álbum de Reik)
Ahora es el sexto álbum de estudio de la banda mexicana Reik.
El álbum se caracteriza por la variedad de ritmos entre la balada, el pop y el reguetón. Asimismo, el álbum marca una reinvención en la banda, ya que el mismo incursiona en el género urbano, esto después de la buena recepción que tuvo su sencillo «Qué gano olvidándote» en su versión urbana, y su participación en el sencillo de la banda coreana Super Junior: «One More Time». Se desprenden del mismo, algunos sencillos como: «Qué gano olvidándote», «Me niego», «Amigos con derecho» y «Duele».
En este álbum, están incluidas las participaciones de Ozuna, Wisin, Maluma, Wisin & Yandel, Zion & Lennox, Tommy Torres y Manuel Turizo. Además, cuenta con la participación del cantante venezolano, Danny Ocean, en el tema «Raptame», teniendo crédito como productor.

## Lista de canciones
| N.º | Título                                     | Duración |  |
| 1.  | «Me niego» (con Ozuna y Wisin)             | 3:42     |  |
| 2.  | «Amigos con derechos» (con Maluma)         | 3:47     |  |
| 3.  | «Aleluya» (con Manuel Turizo)              | 2:38     |  |
| 4.  | «Ráptame» (producida por Danny Ocean)      | 3:18     |  |
| 5.  | «Duele» (con Wisin & Yandel)               | 3:58     |  |
| 6.  | «Brújulas»                                 | 3:47     |  |
| 7.  | «Maldita despedida»                        | 2:56     |  |
| 8.  | «Aunque no deba» (con Tommy Torres)        | 3:57     |  |
| 9.  | «Qué gano olvidándote» (con Zion & Lennox) | 4:07     |  |

## Certificaciones
| País   | Organismo certificador | Certificación | Ventas certificadas | Ref.  |
| ------ | ---------------------- | ------------- | ------------------- | ----- |
| México | AMPROFON               | Platino       | 60 000              | [ 5 ] |